# Harsum
Harsum er en by og kommune i det centrale Tyskland med 11.368(2023) indbyggere, hørende under Landkreis Hildesheim i den sydlige del af delstaten Niedersachsen.
Den ligger omkring 6 km nord for Hildesheim, og 25 km sydøst for Hannover.

## Geografi
Harsum ligger nær Stichkanal Hildesheim og Bundesautobahn A 7 i det frugtbare landskab Hildesheimer Börde. Kommunen grænser (med uret fra nordøst) til Algermissen, Schellerten, Hildesheim, Giesen og Sarstedt.

### Inddeling
Kommunen Harsum består ud over hovedbyen af otte landsbyer:
Adlum, Asel, Borsum, Hönnersum, Hüddessum, Klein Förste, Machtsum og Rautenberg